# Bielsko (powiat międzychodzki)
Bielsko – wieś sołecka w zachodniej Polsce położona w województwie wielkopolskim, w powiecie międzychodzkim, w gminie Międzychód, przy drodze wojewódzkiej nr 182, nad rzeką Bieliną przy płn-zach. brzegu jeziora Bielskiego.
Wieś szlachecka położona była w 1580 roku w powiecie poznańskim województwa poznańskiego. W latach 1975–1998 miejscowość należała administracyjnie do województwa gorzowskiego.
Wieś, położona na rogatkach Międzychodu określana jest mianem jego wschodniego przedmieścia, z powodu bezpośrednio graniczącej z zabudową miejską osiedlowej zabudowy miejscowości.

## Położenie
Bielsko zostało wspomniane w 1288 roku jako wioska leżąca między rzeką Białą (in. rzeką Bieliną) i w 1306 roku rzeka Kamionką, która przepływa przez Jezioro Bielskie. W 1557 r. wspomniana została droga sierakowska. W 1767 r. był to szlak komunikacyjny do Sierakowa i Wronek. Grobla na strudze do folusza, miała 79 m długości i 4,1 m szerokości, zaś most – przy tej samej szerokości – 8,2 m długości. Obecnie trakt ten jest znany jako droga wojewódzka nr 182 z Międzychodu do Ujścia.

## Toponimia
Miejscowość ma metrykę średniowieczną i jest notowana od końca XIII wieku. Nazwa wsi przez całe stulecia prawie nie zmieniała się. Notowana w języku łacińskim w 1280 i 1288 Belskco, Belsco, 1306 Bilsko, 1427 Bylsko, 1427 Bylsko, 1464 Byelsko, 1501 Bielsco, 1580 Bielsko, 1880 Bielsko. Pochodzi od nazwy rzeki Białej zwanej obecnie Bieliną z dodaniem sufiksu -sko.
Niemiecka kronika ewangelicka posługiwała się w latach 1699/1700 nazwą Biltzig, roku 1712 – Bilzik, ale nie weszła ona do użytku i już w XIX-wiecznych wydawnictwach niemieckich trzeba było ją objaśniać polską nazwą Bielsko, która pozostała nazwą urzędową dla wsi i majątku.

## Historia
Według niepotwierdzonych podań w średniowieczu miał znajdować się tu gród, którego podgrodzie miało dać początek Międzychodowi. Pozostałością grodu był nasyp zwany Kalenberg od Galgenberg, czyli Szubieniczna Góra, miejsce kaźni międzychodzkich sądów. W 1557 r. wioska znana była jako łąka Grodzisko na Kamionką. Badania Kowalenki z 1934 r. nie stwierdziły istnienia grodziska. Prawdopodobnie budowla ta przetrwała tylko w legendzie. Według niej „był to niegdyś olbrzymi warowny zamek z wieżą i zwodzonym mostem, cały okolony fosą i stanowił siedzibę rozbójników, których duchy, (...) jeszcze do dzisiaj grasują w ruinach zamku”. Ślady tej starej budowli znajdują się przy drodze z Międzychodu do Zatomia, w olszynowym lasku nad jeziorem Bielskim.
Wieś początkowo była własnością własnością książęcą później biskupstwa poznańskiego, a w końcu szlachecką należącą do lokalnej szlachty wielkopolskiej z rodów Kamieńskich, Koleńskich, Prusimskich, a później Kiszewskich. W 1434 leżała w powiecie poznańskim Korony Królestwa Polskiego. W 1508 miejscowość leżała w parafii Kamionna

### Średniowiecze
Udokumentowane dzieje obecnej osady sięgają końca XIII wieku. 12 maja 1288 książę wielkopolski Przemysł II nadał biskupowi poznańskiemu źreb nad Białą, przyległy do ville episcopi Belsco (łac. wieś biskupa Bielsko). Współwłaścicielem wsi pozostawał Dzierżykraj. Po jego śmierci, jego syn Przedwój, kanonik poznański, za zgodą swych braci nadał 11 czerwca 1306 biskupstwu dwie dalsze części wsi jako zadośćuczynienie za szkody, jakie wyrządził biskupstwu ich zmarły brat, Krzywosąd. Ten został za to właśnie ekskomunikowany i pozbawiony pogrzebu. W nieznanych okolicznościach biskupi utracili w ciągu XIV wieku swą część wsi- najprawdopodobniej drogą zamiany niż sprzedaży, gdyż dobra duchowne nie mogły być zbywane.
W 1405 r. właścicielem miejscowości był Markusz herbu Baran, stryj braci Macieja, Szymona i Mikołaja z Jarosławca. W latach 1406–1408 Przedbór Bielski występował jako asesor na roczkach sądowych w Pyzdrach, Kościanie i Poznaniu. W 1423 z Bielska pisał się kasztelan kamieński, Dobrogost (dodatkowo właściciel Kolna i Prusimia). Posiadał on jedną część wsi, zaś dwie pozostałe stanowiły własność Andrzeja Kamieńskiego i Mikołaja Kamieńskiego z Kamionnej. W latach 1434–1435 Dobrogost odkupił obie części wsi od Andrzeja Kamieńskiego za 400 grzywien, a za kolejne 400 od Mikołaja Kamieńskiego. Odtąd wieś pozostawała w ręku rodziny Koleńskich, zwanej później Prusimskimi. 
W 1557 prawnukowie Dobrogosta, dokonali podziału dóbr. Sebastian Prusimski (zmarły przed 1572) otrzymał Kolno, a Wojciech (zmarły przed 1579) – Prusim. Bielskiem zostało podzielone pomiędzy dwóch wspomnianych prawnuków. Dali oni początek dwóm gałęziom rodu: Prusimskich z Kolna i Prusimskich z Prusimia. Oba rody dzieliły się Bielskiem przez następne półtora wieku. W 1557 Wojciech Prusimski zapisał żonie Annie po 700 złotych polskich posagu oraz wiana, m.in. na połowie Bielska oraz na młynie ze stawem.
Wieś odnotowały historyczne rejestry podatkowe. W 1469 Prusim, Bielsko i Kolno wymienione wśród wsi, które zostały zasądzone na karę 14 grzywien z powodu niezapłacenia poboru podatkowego i niedopuszczenia do jego egzekucji. W 1508 pobrano we wsi wiardunki wojenne z 6 łanów. W 1510 pobór odbył się z 5 łanów. W 1563 pobrano podatki z jednego łana. W 1580 pobór odbył się od jednego rataja czyli najemnego robotnika, a płatnikiem był Stanisław Prusimski.

### Okres zaborów
W wyniku II rozbioru Rzeczypospolitej w 1793, miejscowość przeszła w posiadanie Prus i jak cała Wielkopolska znalazła się w zaborze pruskim. W okresie Wielkiego Księstwa Poznańskiego (1815–1848) miejscowość należała do wsi większych w ówczesnym pruskim powiecie międzychodzkim w rejencji poznańskiej. Bielsko należało do okręgu międzychodzkiego tego powiatu i stanowiło odrębny majątek, którego właścicielem był wówczas Kalkreuth. Według spisu urzędowego z 1837 roku wieś liczyła 182 mieszkańców, którzy zamieszkiwali 32 dymy (domostwa).
Pod koniec XIX wieku jako wieś oraz dominium leżące w powiecie międzychodzkim miejscowość odnotował Słownik geograficzny Królestwa Polskiego. W 1880 wieś liczyła w sumie 716 morg rozległości. We wsi znajdowało się 33 domów, w których mieszkało 322 mieszkańców w tym 286 ewangelików oraz 36 katolików. Słownik odnotowuje również 63 analfabetów.

### Czasy najnowsze
Na końcu XIX wieku w pobliżu Bielska była kopalnia węgla brunatnego. Odkryto tu też złoża borowiny. W 1956 r. zbudowano bazę POM, który w marcu 1993 r. został zlikwidowany. W latach 80. XX wieku była tu też baza STW (Spółdzielnia Transportu Wiejskiego). 1 października 1973 r. powstała Spółdzielnia Kółek Rolniczych. Z kolei tradycje rybackie kontynuowało tu Państwowe Gospodarstwo Rybne - Międzyrzecz, zakład w Dobiegniewie (w latach 80. rybakówka) oraz w latach 90. Gospodarstwo Rybackie SP Lutom. Obecnie prowadzone są tu dwa gospodarstwa.

## Demografia
Miejscowość należy do wsi bardzo dużych, liczących ponad 1000 mieszkańców. Jest największą pod względem ludności wsią gminy i drugą pod tym samym kryterium wsią powiatu.

### Historyczne spisy ludności
W wieku XIX liczba domów we wsi oscylowała w granicach od 32 domów w 1873 r., do 36 domów (1885) i wolno, aczkolwiek systematycznie wzrastała.

 Dopiero po II wojnie światowej nastąpiła eksplozja budowlana i w 1982 r. wieś posiadała już 132 domy (3-krotny wzrost). Według danych z roku 2000 w Bielsku znajdowało się już 461 gospodarstw domowych (3,5-krotny wzrost).
Podobnie było z ludnością. W XIX w. zdołała się ona tylko podwoić z 182 dusz w 1837 r. (wieś mała) do 386 w 1905 r. (w. średnia). Podmiejskie położenie wsi sprzyjało osadnictwu. Spis ludności z 1970 r. wykazał tu już 656 osób (w. duża), w 1978 r. – 1017 (b. duża) i w 1988 r. aż 1300 osób.

### Współczesność
Na przełomie XX i XXI wieku Bielsko liczyło 1337 mieszkańców. Na początku XXI wieku liczba ludności ustabilizowała się i oscylowała w granicach 1300–1350 mieszkańców. Według najnowszych źródeł Banku Danych Lokalnych GUS-u z roku 2009, wieś liczyła 1527 mieszkańców.

## Obiekty religijne
- Sala Królestwa Świadków Jehowy[12].